# Spionage

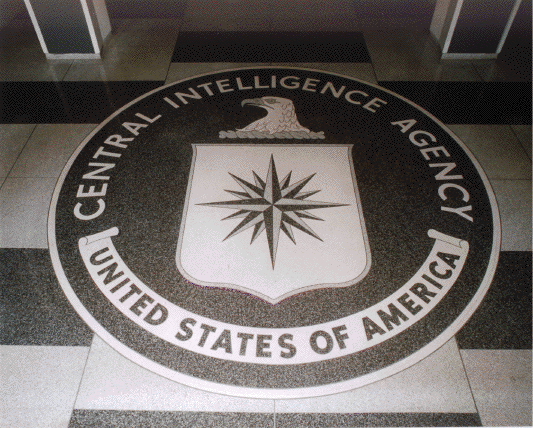
Logo in de hal van het gebouw van de Amerikaanse geheime dienst CIA

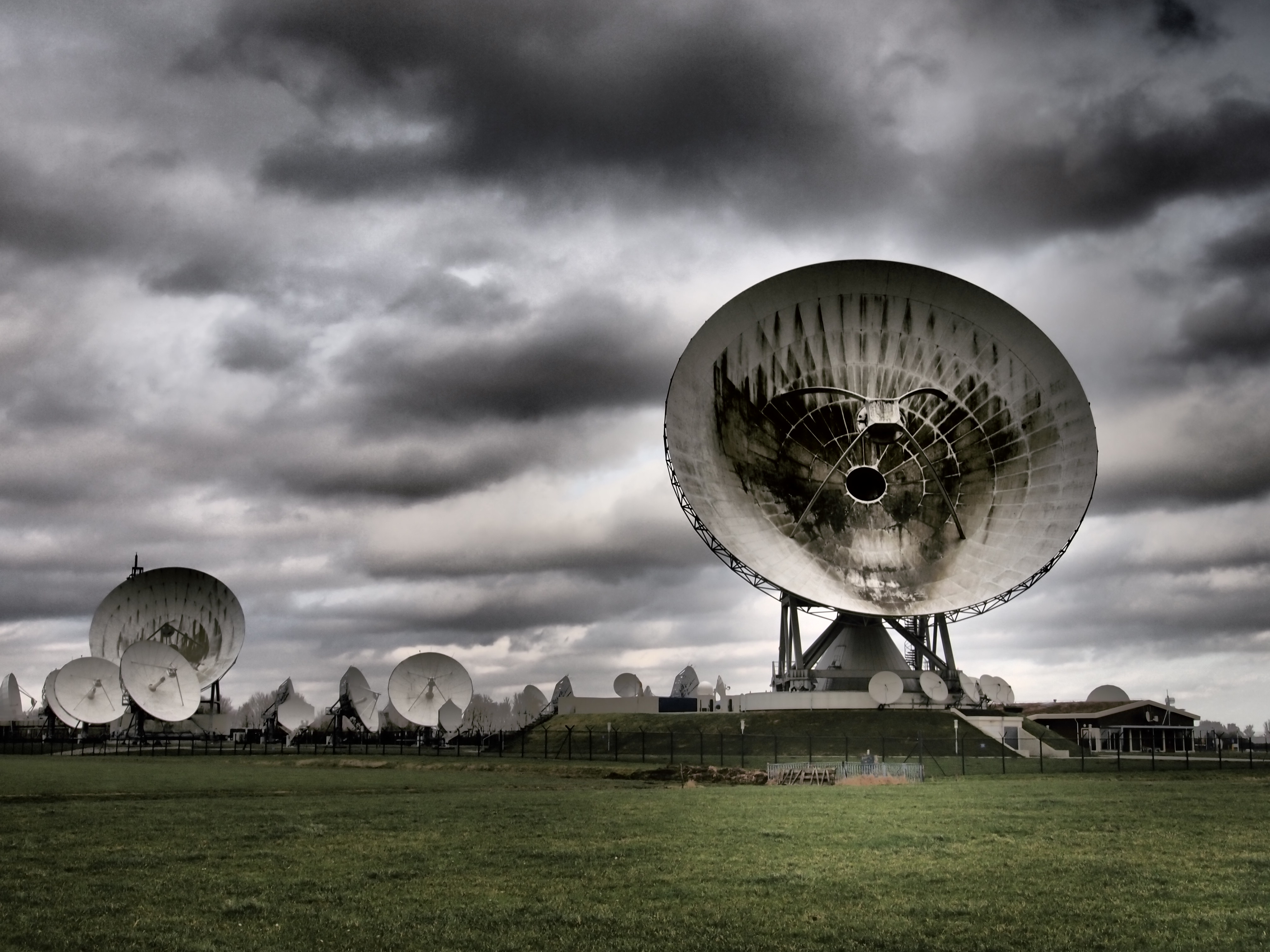
Het satellietgrondstation waarmee de JSCU namens AIVD en MIVD satellietcommunicatie kan onderscheppen

Spionage is het op heimelijke en soms illegale (clandestiene) wijze verzamelen van inlichtingen. 
Spionage kan worden uitgevoerd door geheime diensten van overheden, door politieke groeperingen en door bedrijven. Als het gaat om het verzamelen van vertrouwelijke bedrijfsinformatie spreekt men van bedrijfsspionage. Het uitvoeren van spionage gebeurt van oudsher door spionnen, maar tegenwoordig ook steeds meer door het onderscheppen van elektronische communicatie. Ter bescherming tegen spionage worden encryptie en andere vormen van informatiebeveiliging ingezet.

## Geheime diensten
In de meeste landen zijn er aparte geheime diensten die belast zijn met spionage ten behoeve van de nationale veiligheid. Zulke geheime diensten kunnen worden onderverdeeld in veiligheidsdiensten, inlichtingendiensten, afluisterdiensten en militaire inlichtingendiensten. Medewerkers die in dienst zijn van een geheime dienst heten inlichtingenofficieren. Personen die eventueel tegen een financiële vergoeding informatie leveren, maar niet op de loonlijst staan, heten agenten.
Daarnaast zijn er nog informanten die zonder tegenprestatie en uit eigen beweging inlichtingen leveren aan officieren of agenten. Dubbelspionnen zijn agenten die aan beide kanten inlichtingenofficieren van informatie voorzien, terwijl een mol een agent is die moedwillig in een vijandige inlichtingenorganisatie infiltreert.
Spionage is een heel saai beroep.

## Soorten inlichtingen
Inlichtingen betreft doorgaans geheime informatie van andere partijen die door een geheime dienst wordt verzameld ten behoeve van zijn opdrachtgevers, zoals regeringen en militaire bevelhebbers. Van belang is dat inlichtingen op betrouwbaarheid gewaardeerd en tijdig aan de opdrachtgever gepresenteerd worden.
De inlichtingen die geheime diensten verzamelen worden vanuit Brits/Amerikaans gebruik allemaal aangeduid met een term die op "-INT" eindigt, hier met de meest gebruikte bovenaan:
- OSINT (Open Source Intelligence): inlichtingen uit openbare bronnen
- HUMINT (Human Intelligence): inlichtingen uit menselijke bronnen ("spionnen")
- SIGINT (Signals Intelligence): inlichtingen uit elektronische signalen ("afluisteren")
- IMINT (Imagery Intelligence): inlichtingen uit luchtfoto's en satellietbeelden
- GEOINT (Geospatial Intelligence): inlichtingen uit verschillende bronnen gepresenteerd op landkaarten
- CLASSINT (Classified Information Intelligence): inlichtingen uit geheime informatie van partnerdiensten
- MEDINT (Medical Intelligence): inlichtingen op medisch gebied
- FININT (Financial Intelligence): inlichtingen uit financiële bronnen
- TRAVINT (Travel Intelligence): inlichtingen uit reisgegevens

## Afbakening
In westerse landen, maar ook wel in Rusland, worden op heimelijke en moeizame wijze vergaarde inlichtingen onderscheiden van openbaar beschikbare informatie. De inlichtingen worden op professionele en gespecialiseerde wijze verzameld door geheime diensten, waar niet zelden meer of minder grote risico's aan verbonden zijn.
In China is het onderscheid tussen geheime inlichtingen en openbare informatie minder scherp en worden in verschillende gradaties ook gewone burgers ingezet om nuttige informatie te verzamelen. Een voorbeeld zijn Chinese studenten die aan westerse universiteiten studeren, maar ook de gedwongen joint ventures die westerse bedrijven moeten aangaan om in China te kunnen produceren bieden China toegang tot (bedrijfs)informatie zonder dat daarvoor klassieke spionagemethodes nodig zijn.
Naast spionage in de zin van het heimelijk vergaren van informatie, houden geheime diensten van landen als Rusland zich ook bezig met operaties ter beïnvloeding, misleiding, intimidatie en sabotage van tegenstanders. Sommigen beschouwen dat in bepaalde gevallen als militaire oorlogshandelingen, maar omdat zulke activiteiten doorgaans heimelijk door inlichtingendiensten worden uitgevoerd komen ze meer overeen met spionage.
Om spionage in cyberspace te bedrijven moet doorgaans ongemerkt toegang tot computers en computernetwerken van tegenstanders verkregen worden, waardoor niet alleen informatie ontvreemd kan worden, maar de betreffende computersystemen ook kwetsbaar worden voor potentiële sabotage. Een van de zeldzame voorbeelden waarbij inlichtingendiensten van die laatste mogelijkheid gebruik hebben gemaakt, was Stuxnet, waarmee Iraanse ultracentrifuges werden gesaboteerd.
Vanwege de verbondenheid van digitale inlichtingenvergaring en mogelijkheden voor sabotage of zelfs een zogeheten cyberaanval, is bijvoorbeeld de Amerikaanse afluisterdienst NSA nauw verbonden met het militaire Cyber Command.
Via sociaalnetwerksites zoals Facebook kunnen geheime diensten tegenwoordig ook gedetailleerd inzicht krijgen in iemands persoonlijk leven, zonder dat daarvoor heimelijke of bijzondere inlichtingenmethodes ingezet hoeven te worden. Ook hier kan de vraag worden gesteld in hoeverre dit  spionage is. Informatie uit sociale media wordt door geheime diensten echter ook vaak gecombineerd met niet-openbare gegevens, zoals uit overheidsdatabanken of uit eigen interceptieprogramma's.